# Virachola pallescens
Virachola pallescens är en fjärilsart som beskrevs av Rothschild 1921. Virachola pallescens ingår i släktet Virachola och familjen juvelvingar. Inga underarter finns listade i Catalogue of Life.